# Dumb-waiter
Dumb-waiter – niewielki stoliczek z trzema okrągłymi płytami osadzonymi na wspólnym trzonie, zwykle bogato profilowanym. Płyty najczęściej mogą się obracać stanowiąc tacę obrotową. Całość wspiera się na trójnogu. Stosowany w Anglii i Francji od około 1740 roku, służy w jadalniach do serwowania deserów, kieliszków i zastawy.
W języku polskim przyjęło się używanie anglicyzmu lazy Susan (leniwa Zuzanna), tym bardziej iż w j. angielskim Dumbwaiter oznacza małą windę towarową służącą głównie do przewozu żywności.